# Pseudanthessius sauvagei
Pseudanthessius sauvagei is een eenoogkreeftjessoort uit de familie van de Pseudanthessiidae. De wetenschappelijke naam van de soort is voor het eerst geldig gepubliceerd in 1892 door Canu.